# Process-Polka
Process-Polka (Polka del processo) op. 294, è una polka veloce di Johann Strauss II.
Anche se la Process-Polka venne scritta da Johann Strauss, faceva tuttavia riferimento ad un fatto riguardante le vicende giudiziarie del più giovane dei suoi fratelli, Eduard Strauss.
Da tempo gli Strauss erano bersaglio di critiche da parte di molti dei loro rivali in campo musicale; tali attacchi riguardarono prima Johann (1850-55 e nuovamente nel 1860-1861) e Josef (nel 1858-1859). Poiché questi attacchi si rivelarono infruttuosi, i critici cominciarono a concentrare le loro invettive sul fratello più giovane, Eduard, dopo il suo ingresso in musica nel 1861.
Il fondatore e influente redattore capo del Vorstadt Zeitung, Eduard Hügel (1816-1887), pubblicò sul numero 360 del suo giornale una "Lettera aperta al signor maestro di cappella Eduard Strauss, noto come Bell'Edi", nella quale (tra le altre cose) Hügel contestava il diritto di Strauss di essere appellato come maestro di cappella, esprimendo le proprie riserve sulle capacità del giovane Strauss come direttore d'orchestra e ancor di più come compositore, e lo descrisse come una "persona insignificante", una "nullità" e un "dilettante".
Irritato dal linguaggio diffamatorio utilizzato nell'articolo, Eduard Strauss presentò un ricorso alla Procura di Stato contro Hügel. Durante il processo del 17 febbraio 1865, Hülgel ribadì più volte l'intento umoristico dal suo articolo, difendendo l'uso del termine nullità, mise poi sul tavolo della corte le edizioni a stampa della intera produzione musicale di Eduard Strauss affermando che ciò ammontava più o meno a quanto qualsiasi dilettante compone in un anno.
Anche se Hügel si ritenne diffamato e danneggiato nel suo onore dalle accuse di Eduard Strauss, la Procura di Stato riconobbe l'articolo di Hügel offensivo e che tale non poteva essere considerato come critica artistica. Hügel venne multato e condannato a ritrattare le sue opinioni.
Johann Strauss dedicò la sua Process-Polka agli studenti di legge dell'università di Vienna in occasione della festa della facoltà che si svolse nella Sofienbad-Saal il 31 gennaio 1865.
Il brano venne pubblicato dall'editore CA Spina il 6 febbraio 1865, in contemporanea con la Polka-française Episode op. 196 di Johann Strauss.
Nel 1867, il celebre rivale degli Strauss, Carl Michael Ziehrer, dedicò il suo valzer Wiener Ball Chronisten op. 84 proprio ad Eduard Hügel.